# ريتشارد تي. سوليفان
ريتشارد تي. سوليفان (بالإنجليزية: Richard T. Sullivan)‏ (29 نوفمبر 1908 - 1981)؛ روائي أمريكي.